# Karabaš (Čeljabinská oblast)
Karabaš (rusky Карабаш) je město v Čeljabinské oblasti v Ruské federaci. Při ruském sčítání lidu v roce 2023 měl přes deset tisíc obyvatel (oporti třinácti tisícům v roce 2011).

## Poloha a doprava
Karabaš leží na východním okraji Jižního Uralu přibližně 90 kilometrů severozápadně od Čeljabinsku, správního střediska oblasti.
Město je krátkou železniční tratí spojeno s 45 kilometrů vzdáleným Kyštymem na severovýchodě, kde vede trať spojující Jekatěrinburg a Čeljabinsk.

## Dějiny

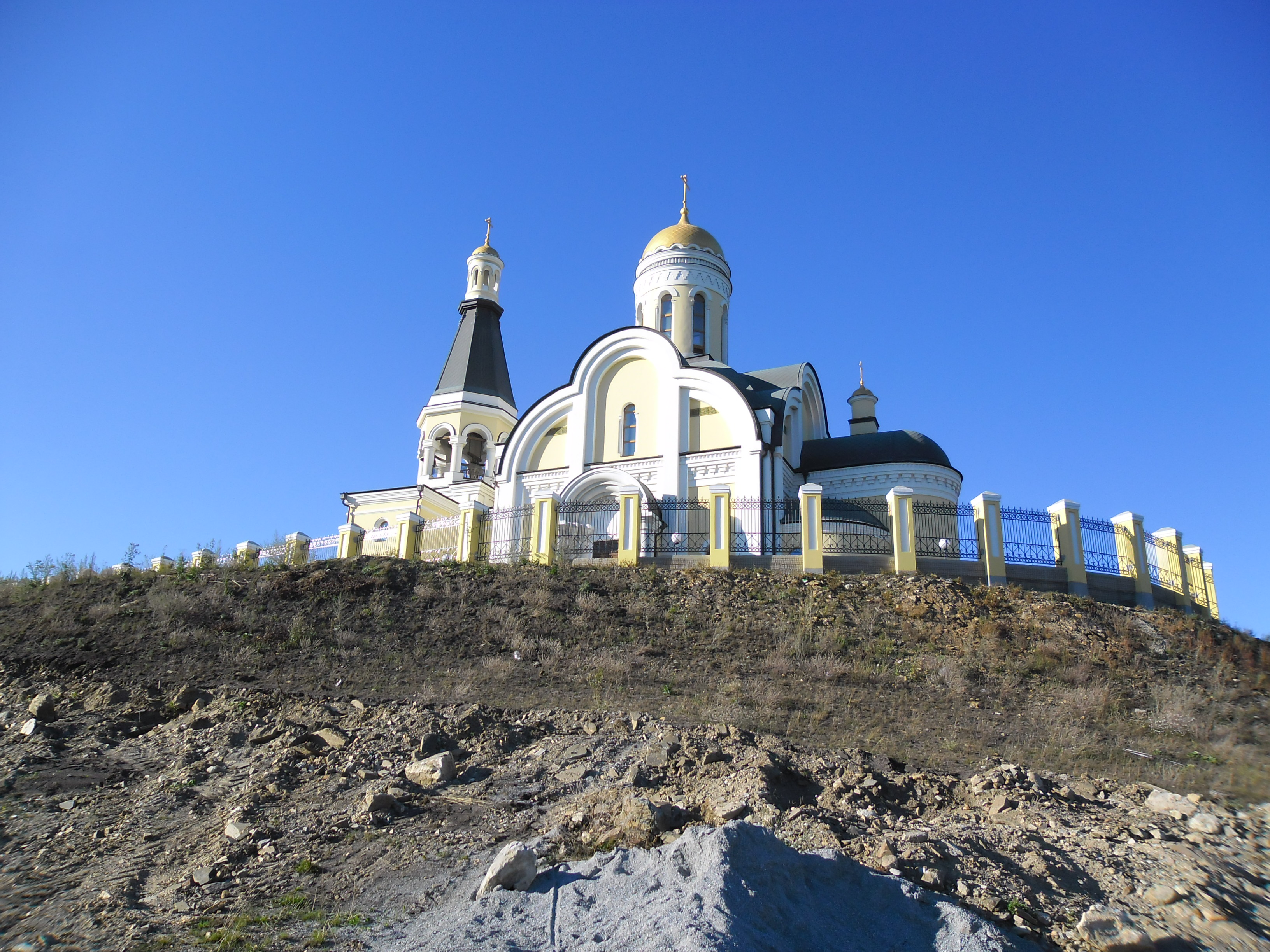
Chrám sv. Jana Zlatoústého

Název sídla je odvozen od označení lokality v mapách, je složený ze dvou tureckých slov: kara = černý, baš = vrch.
Karabaš vznikl v roce 1822 založením zlatokopecké osady Sojmanovsky továrníkem Grigorijem Fedotovičem Zotovem v údolí poblíž vrchu Karabaš. Obec administrativně patřila do horského revíru Kyštym.  
Po objevení ložisek chalkopyritu v roce 1834 se zde začala rozvíjet těžba a zpracování mědi, první závod byl otevřen roku 1839. Nové hutě založil roku 1907 anglický podnikatel John Leslie Urquhart, v roce 1910 postavil závod, který je činný dosud a dodával přibližně jednu třetinu mědi celému Ruskému impériu i Sovětskému svazu.
Roku 1909 byla postavena první úzkokolejná dráha trati Kyštym–Karabaš.
Městem byl Karabaš úředně prohlášen 20. června 1933. V roce 1941 sem byli evakuováni obyvatelé obleženého Leningradu. V padesátých letech byla zbudována vodní elektrárna na řece Bolšoj Kyalim.   

## Karabaš ve filmu
Ruský učitel základní školy v Karabaši, Pavel Talankin, uprchl v roce 2024 z Ruska, natočil a režíroval rusko–dánský dokumentární film o ruském školství, v němž jsou učitelé nuceni propagovat ruskou agresi na Ukrajině jako vynucenou likvidaci ukrajinského fašismu.